# Joseph-Victor Leclerc
Joseph-Victor Leclerc est un érudit français, né à Paris le 2 décembre 1789, où il est décédé le 12 novembre 1865. 

## Biographie
Joseph-Victor Leclerc devient docteur ès lettres en 1812. Il est successivement professeur de rhétorique au lycée Charlemagne en 1815, maître de conférences à l'École normale en 1822, professeur d’éloquence latine à la Faculté des lettres de Paris en 1824, doyen de cette Faculté (1832-1865), et membre de l’Institut (Académie des inscriptions et belles-lettres, 1834).
De 1828 à 1865, il participe à de nombreuses dizaines de soutenances de thèses de doctorat ès lettres à la Faculté de Paris, en qualité de membre du jury. 
Il a également collaboré au Journal des débats dès 1823 et il est directeur en 1834 de l'Histoire littéraire de la France.

## Œuvres
On doit à Joseph-Victor Leclerc une Chrestomathie grecque (1812),une Nouvelle rhétorique française (rééditée 21 fois entre 1822 et 1891), une édition annotée de Montaigne (1826), une édition bilingue des Œuvres complètes de Cicéron (1821-25, 30 vol. in-8), suivie d'une seconde édition (1823-1827, 35 vol.), de savants mémoires, comme les Journaux chez les Romains (1838), le Discours sur l’état des lettres en France au XIVe s. (1865), et de nombreux articles dans l’Histoire littéraire de la France : il fut à l’origine de la publication des tomes XX à XXIV consacrés aux XIIIe et XIVe siècles.  
Le Clerc fait paraître une édition bilingue (latin-français) des œuvres complètes de Cicéron, en 35 volumes in-8. (éditions Werdet et Lequien). L'ouvrage critique en particulier les traductions antérieures, dont celles de Middleton, mais qu'il qualifie d'ouvrage de référence. Sa traduction suit celle de Plutarque.

## Bibliothèque
Le Clerc possédait une bibliothèque remarquable composée de 11 072 volumes. L'inventaire de sa bibliothèque révèle un goût prononcé pour littérature gréco-latine et l'histoire de France, en particulier la période médiévale.
La singularité de sa bibliothèque réside dans la présence d'ouvrages très spécialisés comme le recueil de conciles Gallia Christiana, le Glossaire grec d’Henri Estienne, les Monumenta Germaniae Historica, par exemple.